# Berliner Theater

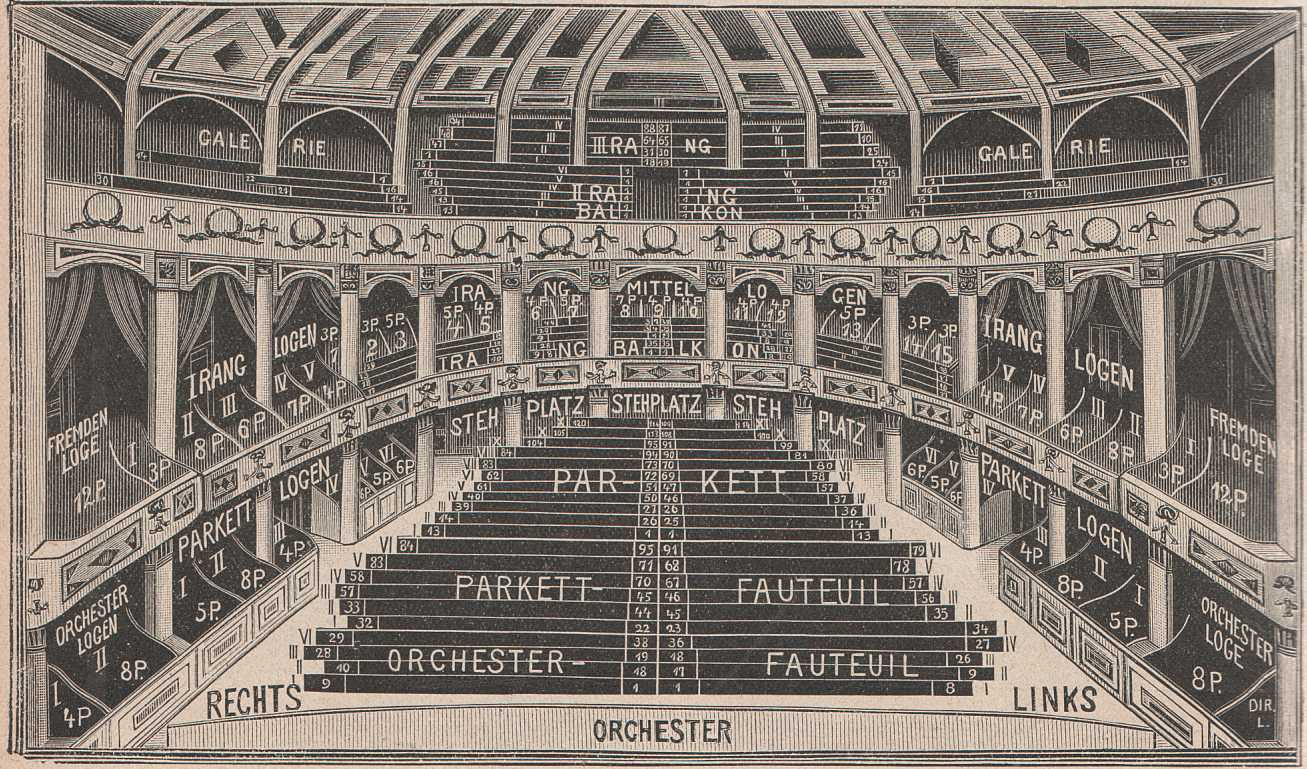
Innenansicht mit Bestuhlung (1912)

Das Berliner Theater war ein historisches Theater an der Charlottenstraße 90–92 in Berlin-Kreuzberg, das bis 1936 bestand. Es ist vor allem als Operettentheater und in den 1930er Jahren als Veranstaltungsort des Jüdischen Kulturbunds bekannt.

## Geschichte

### Vorgeschichte des Gebäudes
Das ursprüngliche Gebäude war vom Architekten Eduard Titz um 1850 auf dem unbebauten Gelände Charlottenstraße 90–92 errichtet worden und diente dem Circus Renz nur eine Saison als Veranstaltungsort. 1852 erwarb der Rentier Friedrich Gottlieb Großkopf das Haus und verpachtete es an den Impresario Rudolf Cerf, der es im Oktober 1852 unter dem Namen Neues  Königsstädtisches Theater eröffnete.  Gespielt wurden hier überwiegend Berliner Lokalpossen. Opern standen eher selten auf dem Spielplan. 1854 übersiedelte das Theater in die Blumenstraße, wo Rudolf Cerf sein Königsstädtisches Vaudeville-Theater eröffnete. Das Theater in der Charlottenstraße wurde daraufhin in Spezialitäten-Theater umbenannt. Großkopf betrieb dort das erste Berliner Café-Chantant und gab diesem 1856 den Namen Walhalla.

Großkopf ließ das Theater 1869 umbauen und eröffnete es als Walhalla-Volks-Theater, in dem Einakter, Possen, Singspiele, aber auch Spezialitäten und Operetten gezeigt wurden. 1873 übernahm sein Sohn Emil Großkopf die Direktion. Von 1881 bis 1883 hatte es den Namen Walhalla-Theater (nicht zu verwechseln mit dem Zirkus Alhambra, der seit 1905 Walhalla-Theater hieß). 1883 bekam das Haus den Namen Walhalla-Operetten-Theater. Als Eröffnungsstück spielte man Nanon von Richard Genée, das über ein Jahr lief.  Von 1885 bis 1887 übernahm Franz Steiner die Leitung.

### Berliner Theater

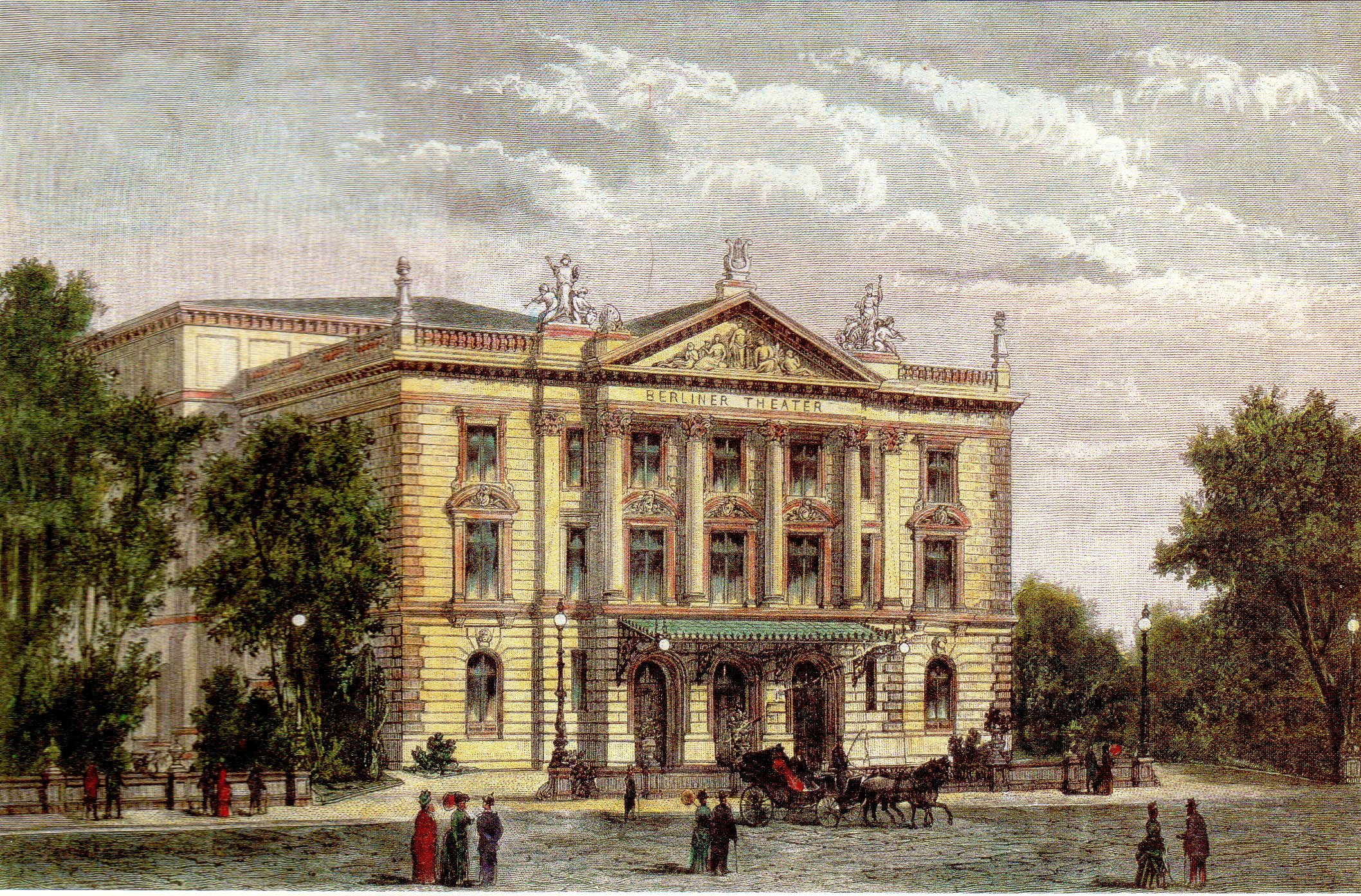
Das Berliner Theater in der Charlottenstraße im Jahr 1888

Im Jahr 1888 befand sich die Kultureinrichtung zwar weiterhin im Besitz von Emil Großkopf, der die Leitung jedoch dem Theaterdirektor Ludwig Barnay überlassen hatte. Barnay ließ die Einrichtung durch den Oldenburgischen Hofbaumeister Gerhard Schnitger (1841–1917) umbauen und eröffnete sie am 16. September mit der Aufführung des Dramas Demetrius von Friedrich Schiller als Berliner Theater wieder. Barney leitete das Theater mit einem der besten Ensembles in Deutschland bis 1894 mit großem Erfolg. Nachfolger wurden Oskar Blumenthal (bis 1895), Alois Prasch (bis 1899) und Paul Lindau (bis 1903). In dessen Zeit wurde 1901 das Erfolgsstück Alt-Heidelberg uraufgeführt. Am 25. Februar 1905 fand die 500. Aufführung statt. Im Mai 1905 gastierte hier Sarah Bernhardt. 1908 übernahmen die Schauspieler Carl Meinhard und Rudolf Bernauer das Theater und führten es bis zum Ende des Ersten Weltkrieges. Danach wechselten die Direktionen dann häufig. Seit 1910 fanden hier vorwiegend Operettenaufführungen statt, namentlich wurden einige Gemeinschaftswerke von Walter Kollo und Willy Bredschneider uraufgeführt, beispielsweise 1913 Wie einst im Mai, 1922 auch Madame Pompadour von Leo Fall und 1923 Mädi von Robert Stolz.

### Theater des jüdischen Kulturbunds

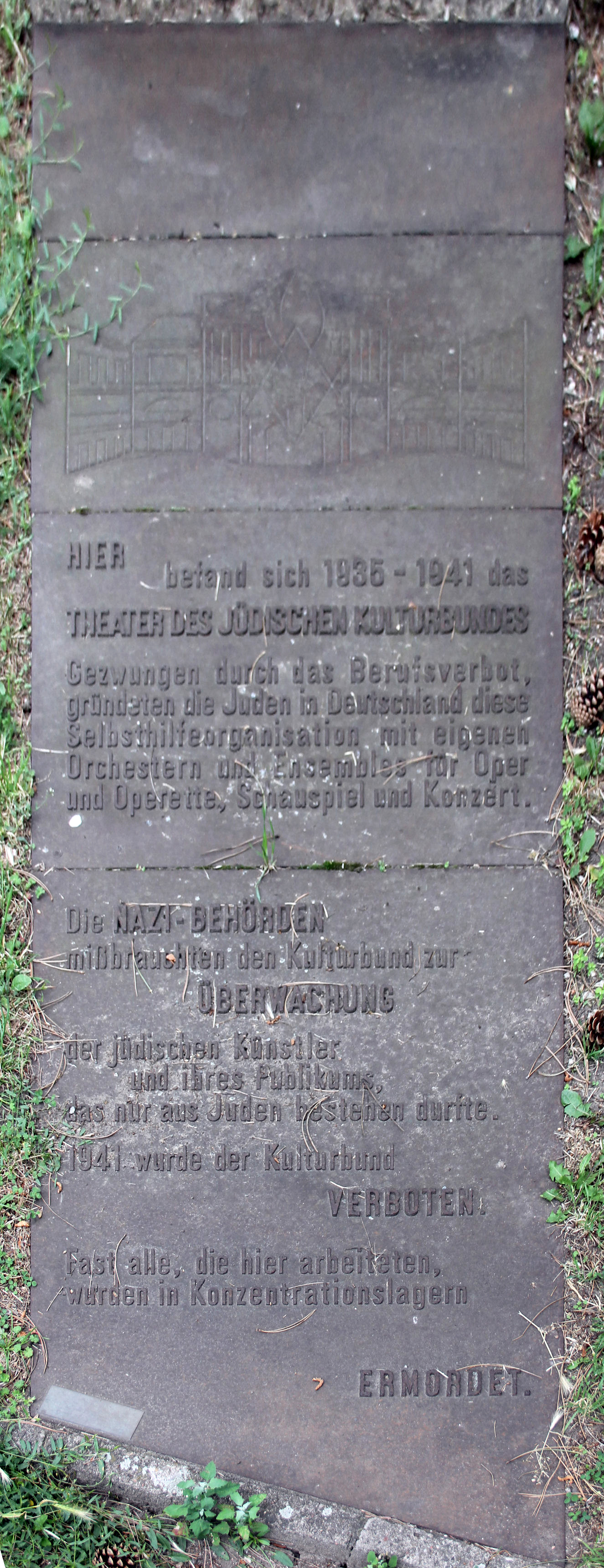
Gedenktafel, Kommandantenstraße 58, in Berlin-Kreuzberg

1933–1935 erklärten die Nationalsozialisten das Haus zum Theater des Jüdischen Kulturbunds. Dieser eröffnete es mit einer Aufführung von Gotthold Ephraim Lessings Nathan der Weise in der Regie von Karl Löwenberg. Wegen der zunehmenden Judenverfolgung in der NS-Zeit war dieses Theater die letzte verbliebene Arbeitsmöglichkeit für jüdische Theaterschaffende in Berlin. Dort wurden nur Künstler oder Kritiker zugelassen, die nach nationalsozialistischer Definition Juden waren. Vorgeblich aus Gründen der Bausicherheit wurde das Theatergebäude 1935 geschlossen und danach abgerissen. 1938/39 entstand auf dem Gelände Charlottenstraße 90–94 ein Bürogebäude nach Entwurf der Architekten Hans Fritzsche und Friedrich Löhbach, das unter anderem eine Ausländerstelle beherbergte, die ausländische Arbeitskräfte (vermutlich Zwangsarbeiter) mehrerer Handwerkerberufe vermittelte. Heute befindet sich dort die Regionaldirektion Berlin-Brandenburg der Bundesagentur für Arbeit. Das Ensemble des Theaters zog jedoch um in ein Haus in der Kommandantenstraße 58, ausgewiesen als Theateratelier Bornemann, das 1941 liquidiert wurde. Genau an dieser Stelle ließ der Senat von Berlin Ende des 20. Jahrhunderts eine Gedenktafel aufstellen (siehe Bild), die auf die wechselvolle Geschichte in den 1930er und 1940er Jahren hindeutet.